# Stacja Linii Radiowych Piątkowo
Stacja Linii Radiowych Piątkowo – wieże RTV znajdujące się w dzielnicy Poznania - Piątkowo. Właścicielem obiektu jest Emitel.
SLR składa się z dwóch wież:
- wieża TV 1 – betonowa wieża o wysokości 76 metrów[1]. Zbudowana została w 1963[3][4][1] roku gdy jej otoczenie stanowiły wyłącznie pola i lasy. Wyposażono ją więc m.in. we własne ujęcie wody, obecnie pozbawiona anten[1].
- wieża TV 2 – stalowa wieża o wysokości 128 metrów[4], zbudowana w 1993 roku[3][2][4].

Obie wieże TV, mimo swoich walorów turystycznych, są niedostępne dla zwiedzających. 

## Transmitowane programy

### Programy radiowe
| LP | Program                  | Właściciel                                                           | Częstotliwość | Moc nadajnika | Polaryzacja |
| -- | ------------------------ | -------------------------------------------------------------------- | ------------- | ------------- | ----------- |
| 1  | Polskie Radio Program II | Polskie Radio S.A.                                                   | 89,10 MHz     | 0,10 kW       | pionowa     |
| 2  | Meloradio                | Eurozet Sp. z o.o.                                                   | 90,60 MHz     | 0,10 kW       | pionowa     |
| 3  | Polskie Radio 24         | Polskie Radio S.A.                                                   | 100,20 MHz    | 0,10 kW       | pionowa     |
| 4  | Antyradio                | Radiostacja Sp. z o.o.                                               | 101,60 MHz    | 1 kW          | pionowa     |
| 5  | MC Radio                 | Polskie Radio - Regionalna Rozgłośnia w Poznaniu "Radio Poznań" S.A. | 102,70 MHz    | 2 kW          | pionowa     |
| 6  | Radio Zet                | Eurozet Sp. z o.o.                                                   | 104,70 MHz    | 0,10 kW       | pionowa     |

### Programy radiowe – cyfrowe
| Skład multipleksu | Częstotliwość | Kanał | Moc nadajnika | Polaryzacja | Kierunkowość | Kompresja      |
| --- | ------------- | ----- | ------------- | ----------- | ------------ | -------------- |
| DAB+ - Polskie Radio Program I - Polskie Radio Program II - Polskie Radio Program III - Czwórka - Polskie Radio Dzieciom - Radio Poland - Program IV Polskie Radio 24 - Polskie Radio Chopin - Radio Merkury | 223,936 MHz   | 12A   | 1 kW          | pionowa     | kierunkowa   | AAC/AAC+/AAC++ |

### Programy telewizyjne - cyfrowe
| Skład multipleksu                                                                              | Częstotliwość | Kanał | Moc promieniowana nadajnika | Polaryzacja | Kompresja wizji |
| ---------------------------------------------------------------------------------------------- | ------------- | ----- | --------------------------- | ----------- | --------------- |
| MUX 3 - TVP1 HD - TVP2 HD - TVP3 Poznań - TVP Kultura - TVP Historia - TVP Sport - TVP Info HD | 522,00 MHz    | 27    | 20 kW                       | pozioma     | MPEG-4          |

## Programy telewizyjne już nie nadawane
Programy telewizji analogowej wyłączone 28 listopada 2012 r.
| LP | Program | Właściciel | Częstotliwość | Kanał | Moc nadajnika |
| -- | ------- | ---------- | ------------- | ----- | ------------- |
| 1  | TVN     | TVN S.A.   | 679,25 MHz    | 47    | 20 kW         |